# ポータブル・ロック
ポータブル・ロック（portable rock）は、1980年代に活動した日本の音楽グループ。
1981年にソロ・デビューした野宮真貴（後にピチカート・ファイヴに加入）が、彼女のデビュー・コンサートでバックを務めた、中原信雄、鈴木智文と共に1982年に結成した音楽ユニット。

## 概要
野宮は、幼少期に父が買ってきたカーペンターズ、セルジオ・メンデス、ミッシェル・ポルナレフらのレコードの曲をよく歌っていたという。高校時代にはグラムロックやキッスに傾倒する。その後バンドを結成し、ギターを担当していたが、プラスチックスのボーカリスト・佐藤チカに憧れてヴォーカルへ転向した。
鈴木さえ子が作曲したシングル曲『春して、恋して、見つめて、キスして』は、1986年春のコーセー化粧品のCMソングに採用された。
2006年4月15日に新宿LOFTで開催された、ムーンライダーズをメインとしたライブで再結成したが、この日の出演がきっかけとなって活動を再開したシネマとは異なり、一夜限りの活動となっている。なおこの日のMCで野宮真貴は「ポータブル･ロック最後の曲です」というべきところを、「ピチカート・ファイヴ最後の曲です」と言い間違い、会場内を爆笑させた。
2011年にはサエキけんぞうの発案により、『ビギニングス』にボーナス音源を追加し『ビギニングス+5』として再発。ブックレットにはメンバーによるスペシャル対談を収録。再結成ライブも行われた。
2012年に発表された野宮真貴のデビュー30周年記念アルバム『30 〜Greatest Self Covers & More!!!〜』に、ボーナス・トラックとして未発表音源「スウィート・ルネッサンス」が収録された。
2022年に発表されたベストアルバム『PAST & FUTURE ～My Favorite Portable Rock』に、既発曲のリマスターバージョンに加え、新曲2曲が収録された。新曲のレコーディングは20年以上ぶりとなる。

## メンバー
- ボーカル - 野宮真貴
- ベース - 中原信雄
- ギター - 鈴木智文
- ドラム - 宮田繁男（準メンバー。ほとんど参加せず）

## ディスコグラフィ

### シングル
- 『Tu Tu／CINEMIC LOVE』（1985年10月、徳間ジャパン・JAPAN RECORD、7JAS-44）
- 『春して、恋して、見つめて、キスして／Tu Tu』（1986年3月、徳間ジャパン・JAPAN RECORD、7JAS-57）

### アルバム
- 『陽気な若き水族館員たち』（1983年、徳間ジャパン、2L-06873）
  - ムーンライダーズの鈴木慶一が立ち上げたレコードレーベル「水族館レーベル」のオムニバス・アルバム第1弾。
  - 「クリケット」「グリーン・ブックス」の2曲のみ参加。2005年6月再発。
- 『Q.T』（1985年、徳間ジャパン）
  - 翌1986年、シングル曲「春して、恋して、見つめて、キスして」を追加収録し『Q.T+1』として再発売。
- 『サウンドマリオブラザーズ』（1986年5月、徳間ジャパン）
  - 「16BIT SCROLLERS」名義。
- 『ダンス・ボランティア』（1987年、徳間ジャパン）
- 『ビギニングス』（1990年9月、ウルトラ・ヴァイヴ）- 未発表曲集。
- 『ゴールデン・ベスト』（2004年11月、徳間ジャパンコミュニケーションズ）- ベスト・アルバム。
- 『PAST & FUTURE ～My Favorite Portable Rock』（2022年5月、徳間ジャパンコミュニケーションズ）- ベスト・アルバム。

## タイアップ
| 起用年 | 曲名                               | タイアップ                            |
| ------ | ---------------------------------- | ------------------------------------- |
| 1986年 | 春して、恋して、見つめて、キスして | コーセー「ミスティ フェイス」CFソング |